# Supralapsarianism
Supralapsarianism (även antelapsarianism, ung. ’före syndafallet’), kalvinistisk lära om att Gud utvalde vissa till evigt liv och förkastade alla övriga, innan Han förutbestämde att syndafallet skulle äga rum. Gud betraktade därmed människor som ofallna och förordnade de icke-utvalda till att bli "vredens kärl" (Romarbrevet 9:22) och sedan medlet genom vilket de skulle falla i synd. Deras fördömelse blir därmed först och främst beroende av Guds suveränitet och i andra hand Guds rättfärdighet.
Denna syn står i motsats till infralapsarianism som menar att Guds beslut att tillåta syndafallet föregick utkorelsen. Båda syner undervisar att förutbestämmelserna ägde rum innan syndafallet; de reformerta teologerna har dock varit oeniga i vilken logisk ordning som skickelserna följer på varandra i Guds sinne i den förflutna evigheten.